# Huis te Woudenberg (I)
Het Huis te Woudenberg (I) is een voormalig en verdwenen kasteel in de kern van Woudenberg in de Nederlandse provincie Utrecht. Het stond ten zuiden van de knik in de Voorstraat in Woudenberg, tussen 't Schilt en de Henschoterlaan, gezien de kadastrale minuut 1832 sectie E2 en B4 van W.
In 1313 was dat huus te Woudenberch in bezit van ridder Johan van Woudenberg, kleinzoon van Filips van Rijningen, die in 1240 de ontginning van Woudenberg was begonnen.
Een later familielid, Elias van Woudenberg, beloofde in 1336 de bisschop van Utrecht en de ridders van IJsselstein dat ze welkom waren op het kasteel. De raad van Utrecht vonniste dat gespuis dat Elias' vrouw en dochter had lastiggevallen als boete 45.000 stenen aan Utrecht moest leveren.
Ook in 1336 beloofden Elias van Woudenberg en zijn vrouw Agnese van den Berghe dat zij het huis te Woudenberg over zouden dragen aan hun zoon Johan, na diens huwelijk met Willemette, een natuurlijke dus bastaarddochter van Jan van Diest, bisschop van Utrecht. In 1339 werd Johan door Diederik van Kleef beleend met het goed Woudenberg.
Ridder Johan van Culemborg, familie van Jan I van Culemborg, verkocht in 1352 het huis te Woudenberg met al het land dat hij in leen hield van de graaf van Kleef, aan Gijsbrecht, heer van Abcoude en Gaesbeek. Johans zoon, ook Johan van Culemborg genaamd, was het met deze verkoop niet eens en wist het kasteel te bezetten. Gijsbrecht riep de hulp van bisschop Jan van Arkel in, die het met een legertje na een belegering van 17 weken innam en in 1353 liet slopen. Het kasteel is nooit herbouwd.
Omstreeks 1417 had een Zweder van Abcoude het erf daer dat oude huys van Woudenberch op plach te staen nog in leen van de graaf van Kleef. (Deze Zweder was niet Zweder van Abcoude, want die overleed in 1400.) Stenen van het huis zouden zijn gebruikt bij de bouw van de kerk van Woudenberg.
Rond 1410 werd 200 m noordelijker een ander nieuw kasteel, Huis te Woudenberg (II), gebouwd.